# Pseudomyrmex lynceus
La hormiga arborícola (Pseudomyrmex lynceus) es una especie de hormiga de color uniformemente negro y forma alargada, de unos 5 mm de longitud, propia de Chile
Posee hábitos arborícolas en árboles nativos, van en solitario. Las reinas de esta especie tienen una forma alargada y se notan las cicatrices alares.
En Chile se distribuye entre la región de Atacama y la región del Biobio.